# Barrou
Barrou é uma comuna francesa na região administrativa do Centro, no departamento Indre-et-Loire. Estende-se por uma área de 30,06 km². Em 2010 a comuna tinha 474 habitantes (densidade: 15,8 hab./km²).